# IX. Mediteranske igre – Casablanca 1983.
9. Mediteranske igre su bile održane u Casablanci u Maroku.
Sudjelovalo je 16 država koje su se natjecale u 20 sportskih disciplina.
Ovaj sportski događaj je trajao od 3. rujna do 17. rujna 1983.

## Tablica odličja
Ljestvica je napravljena prema broju osvojenih zlatnih, srebrnih i brončanih odličja. Kriterij je bio: više osvojenih zlatnih odličja nosi i više mjesto na ljestvici, a u slučaju istog broja, gleda se broj osvojenih srebrnih odličja, a u slučaju istog broja tih odličja, gleda se broj osvojenih brončanih odličja. U slučaju da je i tada isti broj, poredak je prema abecednom redu. Ovaj sustav primjenjuju Međunarodni olimpijski odbor, IAAF i BBC.

Podebljanim slovima i znamenkama je označen domaćinov rezultat na ovim Mediteranskim igrama.
| Mediteranske igre 1983. |             |       |        |        |       |
| Mj.                     | Država      | Zlato | Srebro | Bronca | Zbroj |
| 1.                      | Italija     | 53    | 45     | 47     | 145   |
| 2.                      | Francuska   | 36    | 40     | 27     | 103   |
| 3.                      | Španjolska  | 18    | 23     | 28     | 69    |
| 4.                      | Jugoslavija | 16    | 17     | 19     | 52    |
| 5.                      | Turska      | 12    | 5      | 14     | 31    |
| 6.                      | Grčka       | 11    | 10     | 13     | 34    |
| 7.                      | Maroko      | 8     | 5      | 8      | 21    |
| 8.                      | Alžir       | 4     | 3      | 7      | 14    |
| 9.                      | Tunis       | 4     | 1      | 4      | 9     |
| 10.                     | Egipat      | 1     | 9      | 12     | 22    |
| 11.                     | Libanon     | 1     | 2      | 0      | 3     |
| 12.                     | Sirija      | 0     | 3      | 2      | 5     |
|                         | UKUPNO      |       |        |        |       |

## Vanjske poveznice
- Međunarodni odbor za Mediteranske igre
- Atletski rezultati na gbrathletics.com
- SOO